# Chambeshi Metals
Chambeshi Metals ist eine Aktiengesellschaft in Sambia. Sie wird an der Börse Lusaka Stock Exchange quotiert, also nicht gehandelt. Ihr Sitz ist in Nkana. Chambeshi Metals ist 2006 die größte Kobaltgewinnunganlage der Welt.
Chambeshi Metals besteht aus einer Kupfer- und Kobaltgewinnung, einer Säurefabrik und einer Schlackenhalde. Sie wurde im Zuge der Privatisierung für 50 Mio. US-Dollar und einer Zusage einer Investition von 70 Mio. US-Dollar und einer optionalen von 50 Mio. US-Dollar am 28. August 1998 an die Anglovaal Mining Group (AVMIN) verkauft. Seitdem trägt diese Anlage den Namen Chambeshi Metals. 
AVMIN zog die Investitionen innerhalb von drei Jahren durch. Die Produktion von Kobalt erhöhte sich damit um 4.500 t und die von Kupfer um 20.000 t. Mit den steigenden Kupferpreisen kam die Anlage wieder in die Profitabilität. Danach wurde Chambeshi Metals an J & W Investment verkauft, die in Kasachstan elf Bergbaue mit Schmelzanlagen und 60.000 Mitarbeitern betreibt. 
Die Luanshya Copper Mines gehören 2006 indirekt zu Chambeshi Metals. Beide Unternehmen gehören J & W Investment, haben denselben Vorstandsvorsitzenden und denselben Finanzvorstand. 2006 wurde Chambeshi Metals an einen indischen Investor verkauft.
Inzwischen wurde die Kobaltproduktion auf 7.200 t hochgefahren. Chambeshi Metals beschäftigt etwas über 1.000 Mitarbeiter und sorgt bei seinen Zulieferern für mindestens noch einmal so viele. Bilanzen, Produktionsmengen im Einzelnen usw. sind nirgends ausgewiesen.